# 張彥博
張彥博（1980年10月5日—），男，香港歌手及演员，曾為前樂隊「赤子」成員之一，現為無綫電視基本藝人合約兼邵氏兄弟藝員。

## 個人經歷

### 早年生活
張彥博從小在破碎家庭生活，跟隨父親過日子，曾就讀北角衛理小學、衛理中學和北角協同中學，後來畢業於香港專業教育學院。其父親自1981年起在衛理中學任職體育科教師（已退休）。他涉足娛樂圈前曾當過電腦公司職員、茶餐廳侍應、救生員及從事派傳單等工作。

### 演藝發展
2005年，張彥博與馮嘉輝、伍德耀組成男子音樂組合赤子樂隊（Akago），與獨立樂隊 Pleasure Garden 及神奇膠同期出道，但只維持了四年便因約滿而宣佈解散。及後與另一歌唱組合Boy'z成員張致恆合作推動基督教音樂事工，並創作和演唱過些基督教歌曲，且跟多位相同信仰的藝人合作，包括王祖藍、陳家欣、鍾舒漫、馮允謙等，兩人亦同時在2011年受洗成為基督徒。
2012年，張彥博參加上海東方衛視音樂文化交流節目《聲動亞洲》，惟晉級至第二輪比賽後遭淘汰。2013年，他參加《2013快樂男聲》，並順利進入長沙唱區10強，但在全國比賽的第一關被淘汰。雖然兩次比賽都未能為他帶來獎項，不過由於連續兩年參加中國歌唱比賽，故累積了一定人氣，亦因此獲得不少中國的演出機會，包括演出舞台劇及電影。
2013年，張彥博加入無綫電視第27期藝員訓練班，2014年8月畢業後正式投入演員工作，2016年，他憑劇集《一屋老友記》的廢青「寶怡（細寶、David）」一角而獲關注。他在劇中與劉佩玥合唱的插曲《你認真嗎？》也獲得正評。同年，他首度獲提名《TVB 馬來西亞星光薈萃頒獎典禮2016》「最喜愛 TVB 飛躍進步男藝員」、「2016年紅爆網絡新鮮人大獎」，以及《萬千星輝頒獎典禮2016》「飛躍進步男藝員」。
2018年11月，張彥博接受報章訪問時透露，在拍攝電視劇《跳躍生命線》期間不慎弄傷頸椎，須休息大約四個月和進行大量物理治療才得以康復。他憑該劇角色「呂劍雄（雄姐）」而再受到觀眾注目。他憑此角在《萬千星輝頒獎典禮2018》首度獲提名「最佳男配角」，並入圍最後五強；同年12月9日於九龍灣國際展貿中心匯星開辦入行13年首個演唱會《GOOD DAY．張彥博演唱會2018》。
2019年，張彥博在奇幻劇《金宵大廈》飾演年青版「林若思（林哥仔）」，演出再受到觀眾注目。2022年，他與伍樂城合作創作歌曲，又計劃簽約唱片公司。

## 演出作品

### 電視劇（無綫電視）
| 首播   | 劇名              | 角色                 |
| 2011年 | 天與地            | 樂隊結他手           |
| 2014年 | 使徒行者          | 良朋友 ／ 醫 生      |
| 2014年 | 愛·回家           | 兄 弟                |
| 2014年 | 老表，你好hea！   | 飛膠樽               |
| 2015年 | 水髮胭脂          | 楊梓豪               |
| 2015年 | 華麗轉身          | 年青羅斌漢           |
| 2015年 | 樓奴              | 勞多樂之同學         |
| 2015年 | 陪著你走          | Lam & Wong 職員      |
| 2015年 | 張保仔            | 周 潼                |
| 2015年 | 東坡家事          | 高 貴                |
| 2015年 | 實習天使          | 劉耀輝手下           |
| 2015年 | 刀下留人          | 余府家丁             |
| 2016年 | 公公出宮          | 祥                   |
| 2016年 | 警犬巴打          | 歐陽小廸             |
| 2016年 | 潮流教主          | 記 者                |
| 2016年 | EU超時任務        | 陳家迪               |
| 2016年 | 殭                | 不良少年             |
| 2016年 | 純熟意外          | 年青張克萊           |
| 2016年 | 一屋老友記        | 寶 怡（細寶、David） |
| 2016年 | 完美叛侶          | Leon                 |
| 2016年 | 超能老豆          | 郭富城               |
| 2016年 | 愛·回家之八時入席 | 年青古曉陽           |
| 2016年 | 巨輪II            | Wet 仔               |
| 2016年 | 幕後玩家          | 樂隊成員             |
| 2016年 | 流氓皇帝          | 董家家丁             |
| 2017年 | 乘勝狙擊          | 榴槤雄               |
| 2017年 | 踩過界            | 劉子琛（琛仔）       |
| 2017年 | 超時空男臣        | 朱常洛               |
| 2017年 | 老表，畢業喇！    | 魯 昆                |
| 2017年 | 誇世代            | 的士司機             |
| 2018年 | 翻生武林          | 段背山               |
| 2018年 | 棟仁的時光        | 史偉臣（死神）       |
| 2018年 | 跳躍生命線        | 呂劍雄（雄姐）       |
| 2019年 | 包青天再起風雲    | 桑東城               |
| 2019年 | 金宵大廈          | 年青林若思（林哥仔） |
| 2019年 | 解決師            | 傻 達                |
| 2020年 | 法證先鋒IV        | 陳 森（蝦條）        |
| 2020年 | 降魔的2.0         | 張彥博               |
| 2020年 | 踩過界II          | 劉子琛（琛仔）       |
| 2021年 | 陀槍師姐2021      | 馬啟凡（麻鬼凡）     |
| 2021年 | 逆天奇案          | 宋 達                |
| 2022年 | 金宵大廈2         | 林若思（阿 Lam）     |
| 2022年 | 食腦喪Ｂ          | 戴雄浦               |
| 2025年 | 奪命提示          | 凌 烈                |

### 網絡劇
| 首播   | 劇名                | 角色 |
| 2005年 | 心跳季節（PSP網劇） | Ken  |

### 電影
| 首播   | 劇名                       | 角色       |
| 2012年 | 翻生奇兵                   | 林少豪     |
| 2012年 | 不賭贏家                   | 劉家成     |
| 2014年 | 做你愛做的事               | KOKO       |
| 2019年 | 女皇哥基大冒險（動畫配音） | 哥基犬歷斯 |
| 2020年 | 家有囍事2020               | 小 吉      |

### 微電影
| 首播 | 電影名         | 角色       |
| 2016 | 衝呀！大野郎！ | 馬志豪上司 |

### 舞台劇
| 首播   | 劇名                  | 角色   |
| 2011年 | LOVE IS……CONCERT 2011 | 岑俊傑 |
| 2013年 | 愛情未瞓醒            | 籃 晨  |

### 音樂錄像
| 年份   | 歌名               | 歌手                  |
| 2010年 | 祢永遠不會改變       | 王祖藍                |
| 2012年 | 其實我不只一個人   | 謝芊彤                |
| 2014年 | 留言信箱           | 陳曉琪（KellyJackie） |
| 2018年 | 也許我一直不懂愛情 | 陳慧琳                |

### 綜藝節目
| 首播       | 節目名                       | 備註                   |
| 無綫電視   |                              |                        |
| 2016年     | 善心滿載仁愛堂               | 固定演出嘉賓           |
| 2016年     | 跳躍飛騰TVB邁向50周年        | 固定演出嘉賓           |
| 2016年     | 一屋老友去旅行               | 主持之一               |
| 2017年     | 都市閒情之赤口格鬥營         | 固定演出               |
| 2017年     | 博愛歡樂傳萬家               | 固定演出嘉賓           |
| 2018年     | big big channel大公司周年慶  | 固定演出嘉賓           |
| 2018年     | TVB 50+1周年再出發           | 固定演出嘉賓           |
| 2019年     | 2019國泰航空新春國際匯演之夜 | 固定演出               |
| 2019年     | 金豬耀保良                   | 固定演出嘉賓           |
| 2019年     | 富貴金豬賀肥年               | 固定演出嘉賓           |
| 2019年     | 金裝娛樂賀新春               | 固定演出嘉賓           |
| 2019年     | 善心滿東華2019               | 固定演出嘉賓           |
| 2020年     | 博愛歡樂傳萬家               | 固定演出嘉賓           |
| 2021年     | 陀槍師姐2021激爆新篇         | 固定演出               |
| 2021年     | 明星運動會                   | 固定演出（乒乓球項目） |
| 2022年     | 博愛歡樂傳萬家               | 固定演出嘉賓           |
| 2022年     | 青年灣區職Fun班              | 訪問                   |
| MyTV SUPER |                              |                        |
| 2022年     | 虎年夠Chill食玩遊            | 主持之一               |

### 演唱會
- 2018年12月9日：《GOOD DAY．張彥博演唱會2018》
- 2019年10月15日：《MORE 張彥博MUSIC 2019》[26]

### 廣告
| 年份   | 產品                                                                                          |
| 2011年 | 蘇寧鐳射「SHOW動了」 （页面存档备份，存于）                                                   |
| 2015年 | 銀聯集團 「強積金 - 管理過百萬賬戶」 （页面存档备份，存于）                                   |
| 2016年 | 幸福醫藥「幸福對談」 （页面存档备份，存于）                                                   |
| 2016年 | 幸福醫藥「無睡意幸福傷風素 - 我的幸福選擇 · 張彥博」 （页面存档备份，存于）                   |
| 2016年 | 幸福醫藥「特強幸福傷風咳素 - 我的幸福選擇 · Kim Sir（金判坤）」 （页面存档备份，存于）        |
| 2017年 | 灣仔碼頭「泡菜風味豚肉煎餃 - 餃掂！」 （页面存档备份，存于）                                  |
| 2018年 | 寶寧健「暢便鹼梅7.35 - AlkaUme7.35呈獻：《便是偵緝檔案》之天台投梅案」 （页面存档备份，存于） |
| 2018年 | 寶寧健「暢便鹼梅7.35 - AlkaUme7.35呈獻：《大宿的愛》之你能出恭嗎？」 （页面存档备份，存于）   |
| 2018年 | 寶寧健「暢便鹼梅7.35 - AlkaUme7.35呈獻：《絕地求生》之今晚食唔食梅？」 （页面存档备份，存于） |
| 2019年 | 消費者委員會「張彥博 ×『茶』實要小心！」 （页面存档备份，存于）                               |
| 2019年 | 寶寧健「暢便鹼梅7.35 - AlkaUme7.35呈獻：《東京愛的武士》之梅愛多情重」 （页面存档备份，存于） |
| 2019年 | 寶寧健「暢便鹼梅7.35 - AlkaUme7.35呈獻：《矛盾對決》之最強對最強」 （页面存档备份，存于）     |

## 音樂作品

### 「赤子（Akago）」樂隊時期
| 年份   | 歌名                           | 備註 |
| 2005年 | 唯一‧愛 （页面存档备份，存于） |      |
| 2006年 | 迷路王                         |      |
| 2006年 | 零六                           |      |
| 2006年 | 怪                             |      |
| 2006年 | 敗將                           |      |
| 2006年 | 自作業                         |      |
| 2006年 | 筆可活                         |      |
| 2006年 | 求生                           |      |
| 2006年 | 勇                             |      |

### 個人唱片
| 專輯 | 專輯名稱 | 專輯類型 | 發行公司          | 發行日期      | 曲目                                                                    |
| 1st  | 堅持     | 迷你專輯 | 音樂手作 瑞成唱片 | 2018年12月9日 | 曲目 1. 堅持 2. 圓缺 3. 我長大了 4. 愛上·未愛上的愛 5. 神愛你 6. 論仇敵 |

### 其他
| 年份     | 歌名                      | 歌手          | 備註                                             |
|          |                           |               |                                                  |
| 作曲作詞 |                           |               |                                                  |
| 2010年   | 神愛你                    | 張彥博        | 個人歌曲、 福音電影《不賭贏家》主題曲            |
| 2010年   | 我長大了                  | 張致恒        | 收錄於福音專輯《天愛》                           |
| 2012年   | 論仇敵                    | 張彥博        | 個人歌曲、 收錄於福音專輯 《天愛 3：聖誕聯歡會》 |
| 2016年   | 圓缺                      | 張彥博        | 個人歌曲                                         |
| 作曲     |                           |               |                                                  |
| 2011年   | 愛上·未愛上的愛           | 張彥博        | 與裕美合唱、收錄於裕美專輯《原美》               |
| 編曲     |                           |               |                                                  |
| 2009年   | 不可一不可再              | KellyJackie   | 大嶼山警署與JPC少年警訊 2009年禁毒歌             |
| 演唱     |                           |               |                                                  |
| 2012年   | 翻生達人                  | 張彥博        | 與彭紀諺合唱、 電影《翻生奇兵》插曲              |
| 2012年   | 堅持                      | 張彥博        | 個人歌曲                                         |
| 2013年   | 家 （页面存档备份，存于） | 張彥博 & 群星 | 創世電視台慶主題曲                               |
| 2014年   | 心的選擇                  | 張彥博        | 個人歌曲                                         |
| 2016年   | 你認真嗎？                | 張彥博        | 與劉佩玥合唱 電視劇《一屋老友記》插曲            |
| 2016年   | 圓缺                      | 張彥博        | 個人歌曲                                         |
| 2017年   | 少年行者                  | 張彥博 & ALBS | 少年警訊八鄉少訊中心主題曲                       |
| 2022年   | 獅子山下同心抗疫          | 張彥博 & 群星 | 改編自《獅子山下》                               |

## 派台歌曲成績
| 派台歌曲成績（四台） | 派台歌曲成績（四台） | 派台歌曲成績（四台） | 派台歌曲成績（四台） | 派台歌曲成績（四台） | 派台歌曲成績（四台） | 派台歌曲成績（四台） | 派台歌曲成績（四台） |      |
| -------------------- | -------------------- | -------------------- | -------------------- | -------------------- | -------------------- | -------------------- | -------------------- | ---- |
| 唱片                 | 歌曲                 | 903                  | RTHK                 | 997                  | TVB                  | 備註                 | 備註                 |      |
| 2016年               |                      |                      |                      |                      |                      |                      |                      |      |
| 堅持                 | 圓缺                 | -                    | -                    | 19                   | -                    |                      |                      |      |
| 2017年               |                      |                      |                      |                      |                      |                      |                      |      |
|                      | 有種愛情             | -                    | -                    | -                    | -                    | 與駱胤鳴合唱         | 與駱胤鳴合唱         |      |
| 2019年               |                      |                      |                      |                      |                      |                      |                      |      |
| 堅持                 | 堅持                 | -                    | -                    | 14                   | -                    |                      |                      |      |
| 派台歌曲成績（五台） |                      |                      |                      |                      |                      |                      |                      |      |
| 唱片                 | 歌曲                 | 903                  | RTHK                 | 997                  | TVB                  | ViuTV                | 備註                 | 備註 |
| 2024年               |                      |                      |                      |                      |                      |                      |                      |      |
|                      | 我們純屬意外         | ×                    | ×                    | -                    | 11                   | ×                    |                      |      |

| 各台冠軍歌總數 | 各台冠軍歌總數 | 各台冠軍歌總數 | 各台冠軍歌總數 | 各台冠軍歌總數 | 各台冠軍歌總數    | 各台冠軍歌總數    | 各台冠軍歌總數 |
| -------------- | -------------- | -------------- | -------------- | -------------- | ----------------- | ----------------- | -------------- |
| 四台a          | 903            | RTHK           | 997            | TVB            | 備註              | 備註              | 備註           |
| 四台a          | 0              | 0              | 0              | 0              | 四台冠軍歌總數：0 | 四台冠軍歌總數：0 |                |
| 五台b          | 903            | RTHK           | 997            | TVB            | ViuTV             | 備註              |                |
| 五台b          | 0              | 0              | 0              | 0              | 0                 | 四台冠軍歌總數：0 |                |

- （*）上榜中
- （-）未能上榜
- （×）沒有派往該台
- ^  注解a：包括2024年後的冠軍歌曲
- ^  注解b：2024年起

## 曾獲獎項與提名
| 年份   | 獎項                                                                  | 結果       |
| 2006年 | 新城電台新星斗銀獎                                                    | 獲獎       |
| 2016年 | TVB 馬來西亞星光薈萃頒獎典禮2016「最喜愛TVB飛躍進步男藝員」           | 提名       |
| 2016年 | TVB 馬來西亞星光薈萃頒獎典禮2016「紅爆網絡新鮮人大獎」                | 提名       |
| 2016年 | 觀眾在民間電視大奬2016「民選飛躍男藝員」                              | 提名       |
| 2016年 | 萬千星輝頒獎典禮2016「飛躍進步男藝員」                                | 提名       |
| 2018年 | 觀眾在民間電視大奬2018「民選最佳男配角」                              | 得票第二名 |
| 2018年 | 觀眾在民間電視大奬2018「民選飛躍男藝員」                              | 得票第二名 |
| 2018年 | 觀眾在民間電視大奬2018「民選最佳戲劇拍檔」 （與何廣沛及郭子豪）       | 提名       |
| 2018年 | 萬千星輝頒獎典禮2018「最佳男配角」                                    | 最後五強   |
| 2018年 | 萬千星輝頒獎典禮2018「最受歡迎電視拍檔」 （與何廣沛、羅天宇及郭子豪） | 提名       |
| 2018年 | 2018香港電視大獎「男配角獎（劇集）」                                  | 提名       |
| 2019年 | 萬千星輝頒獎典禮2019「最佳男配角」                                    | 提名       |
| 2020年 | 萬千星輝頒獎典禮2020「最佳男配角」                                    | 提名       |
| 2022年 | 萬千星輝頒獎典禮2022「最佳男配角」                                    | 提名       |
| 2022年 | 萬千星輝頒獎典禮2022「最受歡迎電視男角色」                            | 提名       |

## 外部連結
- 張彥博的新浪微博
- bobcyp的Facebook專頁
- bobcyp1005的Facebook專頁
- 張彥博的Instagram帳戶
- 張彥博在香港影庫上的簡介